# Juda Makabejský
Juda Makabejský (také Judas Maccabeus nebo Machabeus, anglicky Judah Maccabee, hebrejsky: יהודה המכבי, Jehuda ha-Makabi) byl židovský kněz (kohen). Vedl Makabejské povstání proti Seleukovské říši (v letech 167–160 př. Kr.), jehož popis se nachází v První knize Makabejské.
Židovský svátek chanuka připomíná obnovu židovské bohoslužby v Jeruzalémském chrámu, ke které došlo během povstání v roce 164 př. Kr., když byli pod Judovým vedením vyhnáni helénističtí uchvatitelé.

## V kultuře
Juda býval v křestanském středověkém umění zobrazován jako jeden z hrdinů Starého zákona. Pozdějšími typickými výjevy jsou Judova vítězství nad nepřáteli, jeho úmrtí nebo idealizovaná zobrazení typická pro světce.

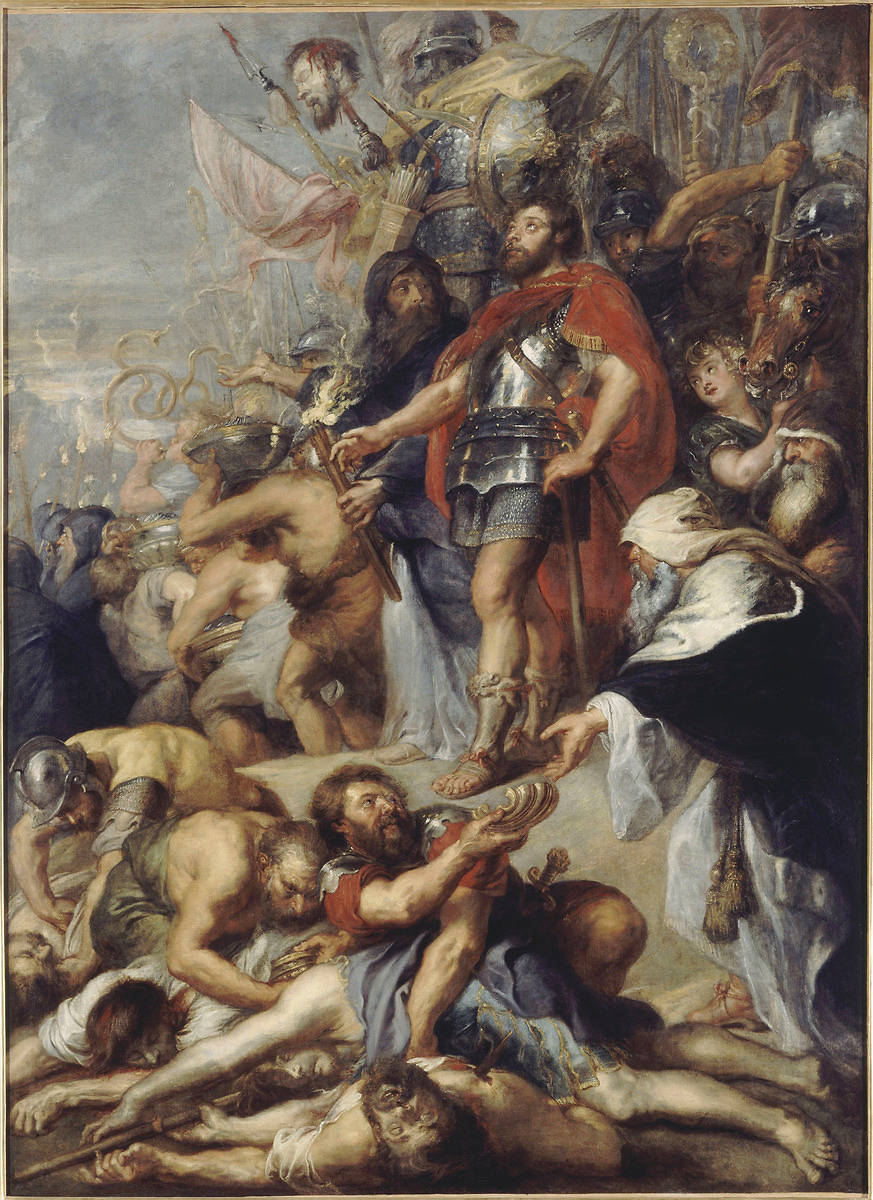
Triumf Judy Makabejského (Rubens)
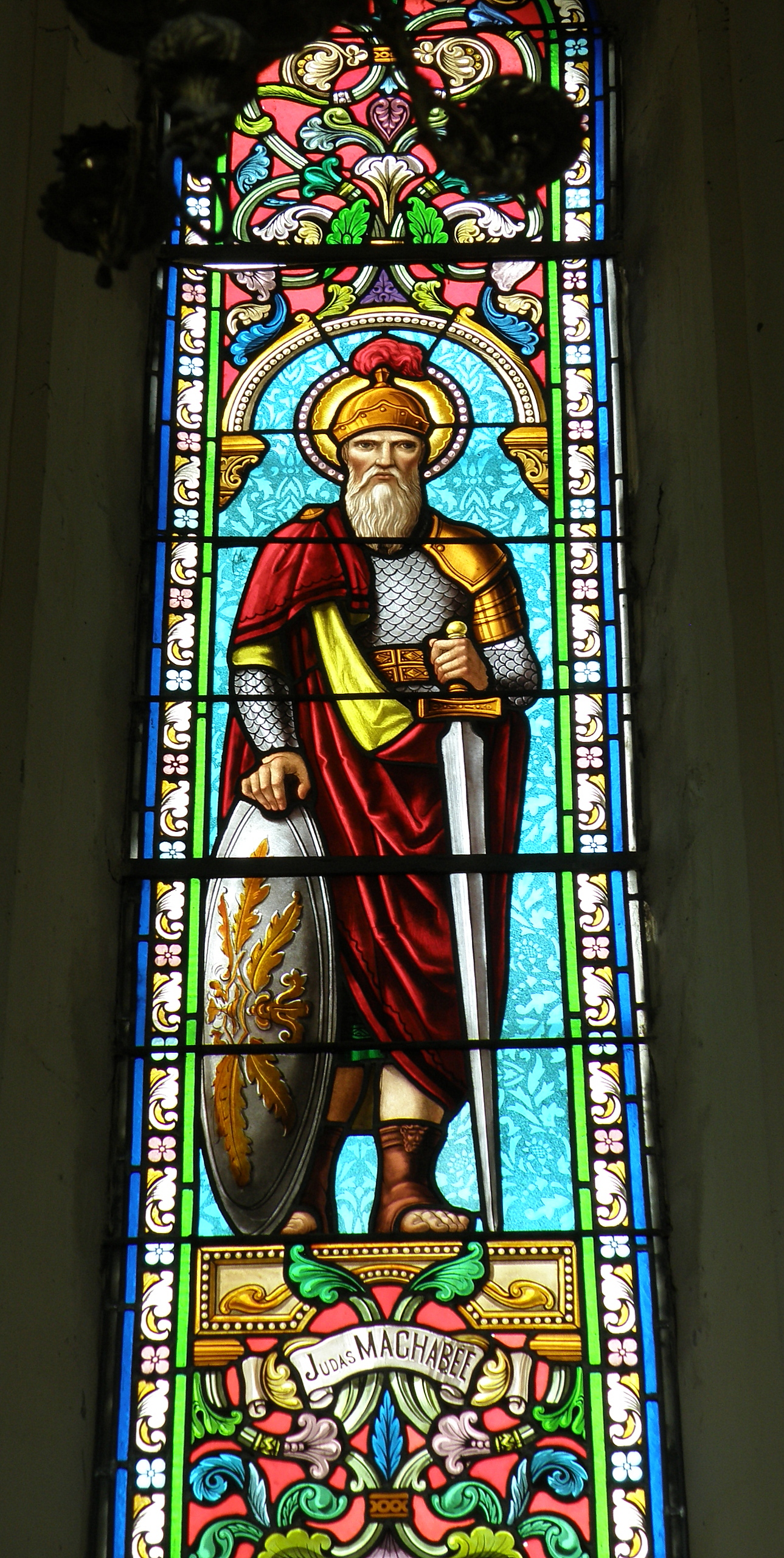
Juda Makabejský na vitráži v kapli Notre-Dame-de-Consolation v Pierrelongue, Drôme
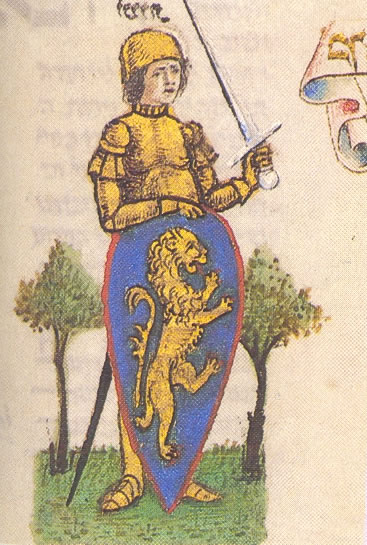
Juda Makabejský, Kniha Jossiponova z 10. století severní Itálie

Nejznámější hudební dílo na motivy Makabejského povstání je Handelovo oratorium Juda Makabejský z roku 1746.